# Skolecit
Skolecit är ett bergartsbildande zeolitmineral, ett hydratiserat kaliumsilikat, med den kemiska formeln CaAl2Si3O10·3H2O. Endast mindre mängder natrium och spår av kalium ersätter kalcium. Det råder frånvaro av barium, strontium, järn och magnesium. Skolecit är isostrukturell (har samma struktur) med natrium-kalciumzeolitmesoliten och natriumzeolitennatrolit, men den bildar inte en kontinuerlig kemisk serie med någon av dem. Den beskrevs 1813 och fick sitt namn från det grekiska ordet σκώληξ (sko-lecks) = "mask" på grund av dess reaktion på blåsrörslågan.

## Kristallklass
De är monokliniskt m med rymdgrupp Cc, men kristaller är pseudotetragonala. Skolecit, liksom natrolit och mesolit, förekommer vanligtvis som nålformade (nålliknande) och fibrösa sammanslagningar. Den har nästan samma vinklar mellan kristallytorna som natrolit, men natrolit är ortorombisk och scolecit är monoklinisk. De etsade figurerna (figurer som härrör från inverkan av ett lösningsmedel på en kristallyta och indikerar dess sanna symmetri) och den pyroelektriska karaktären hos skolecit visar att den kristalliserar med ett symmetriplan, men ingen symmetriaxel, det vill säga den tillhör den hemihedriska klassen i det monokliniska systemet. Skolecit kan därför särskiljas från natrolit genom en optisk undersökning, eftersom de nålformade kristallerna inte släcks parallellt med sin längd mellan korsade nikolprismor. Tvilling på orto-pinacoid är vanligtvis uppenbar.

## Struktur
Strukturen på aluminosilikatramverket är densamma för skolecit, natrolit och mesolit. Skolecit har länge beställt kedjor, roterat 24° runt kedjans axel. En Ca-katjon och tre H2O-molekyler finns på fyra jonställen i kanalerna parallella med c-kristallaxeln. Det finns inga tecken på att aluminiumjoner ockuperar kiseljonställen.

## Kristallform

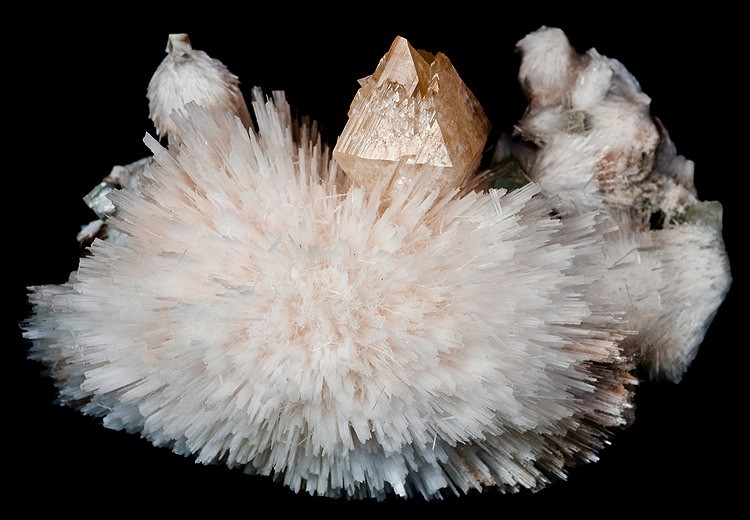
Kluster av skolecitnålar

Skolecit förekommer vanligen som sprayer av tunna, prismatiska nålar, ofta tillplattade på ena sidan, med lutande avslutningar och strimmiga parallellt med nålarnas längd. Kristallerna verkar vara pseudoortorombiska eller pseudotetragonala och kan vara kvadratiska i tvärsnitt. Den förekommer också som utstrålande grupper och fibrösa massor. Epitaxiella sammanväxter (sammanväxter av två olika kristallina ämnen på ett icke-slumpmässigt sätt) med mesolit, Na2Ca2Al6Si9O30·8H2O, är vanliga. (Natrolit, Na2Al2Si3O10·2H2O, bildar inte direkt epitaxiella överväxter på skolecit). Alla tre mineralerna kan utvecklas i samma kristall.
Skolecitkristaller verkar vara monokliniska genom röntgenanalys. Vanliga formulär inkluderar {111}, {111}, {101}, {110} och {010}.

## Fysiska egenskaper
Färgen är genomskinlig till vit, men kan även vara rosa, laxrosa, röd eller grön. Mineralet liknar mineralerna natrolit och mesolit. Den är transparent till genomskinlig, med vit streckfärg och en lyster som är glasaktig, eller silkeslen för fibrösa exemplar. Hårdheten är 5-5,5 i Mohs hårdhetsskala och en specifik vikt i intervallet 2,16 till 2,40. (2,24 till 2,31 2,25 till 2,29 2,16 till 2,4 2,25 till 2,31). Spaltning är perfekt i två riktningar parallella med kristallernas längd; mineralet är sprött med en oregelbunden brottyta. Tvilling är vanligt på {100}, tvillingaxeln [001], som penetrerings- eller kontakttvillingar som producerar V-formade eller fisksvansavslutningar. Skolecit är pyroelektrisk och piezoelektrisk, ibland fluorescerande gult till brunt i långvågigt och kortvågigt ultraviolett ljus. Den är löslig i vanliga syror. Inte radioaktivt.

## Förekomst
Skolecit beskrevs första gången genom fynd från Kaiserstuhl i Baden-Württemberg 1813. I Berufjord nära Djúpivogur, Suður-Múlasýslu på Island kan man hitta vackert formad skolecit i basalten och i deccanfällorna nära Pune i Indien; därav synonymen poonahlit för denna typ. Andra fynd har rapporterats från Riverside County, Kalifornien, Skye, Skottland och Santa Catarina, Brasilien.
Scolecit finns vanligtvis ensamt eller på stilbit och är täckt med laumontit eller färglös, ljusgrön eller vit fluorapofyllit. Det finns också som massivt utstrålande material med powellit, och i håligheter i basalt som färglösa, tillplattade kristaller i utstrålande sprayer på blockig grön apofyllit täckt av små, tunna, färglösa apofyllitplattor.